# Bulbophyllum wightii
Bulbophyllum wightii là một loài phong lan thuộc chi Bulbophyllum.